# Суровиця
Суровиця (пол. Surowica) — колишнє лемківське село в Польщі, у гміні Яслиська Кросненського повіту Підкарпатського воєводства.

## Розташування
Знаходилася на лівому березі річки Віслок між потоками Мощанець і Суровичний.

## Історія
Першу згадку про село знаходимо в документі другої половини XIV століття, а саме 25 червня 1361 року, коли король Казимир ІІІ передав братам Петрові і Павлові Балям закинуті села Вислок, Радошиці, Збоїська, Сохорів Горішній, Юрівці, Дидня, Темешів тощо, які разом з іншими територіями Підкарпатської Русі знаходились у володінні цього угорського шляхетського роду. В 1366 р. канцлер Януш Сухивільк отримав від своїх родичів Дуклю, Кобиляни, Гирову, Мшану, Суровицю і Віслочок. А вже 28 серпня того ж року Януш Сухивільк у Володимирі переказав свої маєтки племінникам Петру і Миколі (сини Якуша Чтани зі Стрілець). В 1549 р. старостою Петром Зборовським введено волоське право.
За податковим реєстром 1565 р. в селі було 20 кметів на півдворищах з численними податками й повинностями, піп (отже, вже була церква).
З 1340 до 1772 року село входило до складу Сяноцької землі Руського воєводства Речі Посполитої. З 1772 до 1918 року — у межах Сяноцького повіту Королівства Галичини та Володимирії монархії Габсбургів (з 1867 року Австро-Угорщини).
У 1900 у селі було 76 будинків і 473 особи, а уся його територія займала 4628 га землі.
Дерев'яна церква Успіння Пресвятої Богородиці була побудована в селі в 1910 році (зруйнована поляками в 1947 р.).
У 1918—1919 роках село разом з іншими 33 селами увійшло до складу Команчанської Республіки. З 1919 до 1939 року село у складі Сяніцького повіту Львівського воєводства Польської Республіки.
У міжвоєнний період селяни утворили читальню «Просвіти», яку незабаром заборонила поліція.
У 1931 році село займало площу 11 км², нараховувало 78 господарств та 506 мешканців.
В 1939 р. в селі було переважно лемківське населення: з 550 жителів села — 530 українців-грекокатоликів, 5 українців-римокатоликів (латинників) і 10 євреїв.
У вересні 1944 року під час Карпатсько-Дукельської військової операції у селі проходили запеклі бої.
До 1945 р. в селі була греко-католицька парохія Риманівського деканату, до якої належали також церкви в Дарові та Мощанці. Метричні книги велися з 1718 р.
Після виселення українського населення 1944–1946 років та депортації в рамках операції «Вісли» у 1947 р. село спорожніло. Далі землі використовувалися для випасу худоби держгоспом і в'язницею в сусідньому Мощанці.

## Пам'ятки
Фундаменти церкви і кілька надгробків на давньому цвинтарі в оточенні високих лип та новіший цвинтар першої половини ХХ ст.